# Krasnooktiabrskoje (obwód kurski)
Krasnooktiabrskoje (ros. Краснооктябрьское) – wieś (ros. село, trb. sieło) w zachodniej Rosji, w sielsowiecie snagostskim rejonu korieniewskiego w obwodzie kurskim.

## Geografia
Miejscowość położona jest nad rzeką Sejm, 6 km od centrum administracyjnego sielsowietu snagostskiego (Snagost), 9 km od centrum administracyjnego rejonu (Korieniewo), 104 km od Kurska.
W granicach miejscowości znajdują się ulice: Borowka, Korczakowka, Mantułowka, Nowaja, zaułek Nowyj, Lesnaja, zaułek Sejmskij.

## Demografia
W 2010 r. miejscowość zamieszkiwało 245 osób.